# Альфред Грюттер
Альфред Грюттер (нім. Alfred Grütter; 31 серпня 1860 — 30 січня 1937) — швейцарський стрілець, чемпіон Літніх Олімпійських ігор 1900 і п'ятиразовий чемпіон світу.
На Олімпійських іграх в Парижі Грюттер взяв участь в змаганнях зі стрільби з гвинтівки. У стрільбі стоячи він посів сьоме місце з 282 балами, у стрільбі з коліна розділив 25-ту позицію з 265 балами і лежачи здобув 23-тє місце з 285 балами. У стрільбі з трьох положень, в якій всі зібрані бали сумуються, Грюттер став 19-тим. В командному змаганні його збірна зайняла перше місце, отримала золоті медалі.
Грюттер брав участь в чемпіонатах світу зі стрільби і став пятиразовим чемпіоном змагань в 1899, 1901, 1902 і 1903 и 1905, правда тільки в командній стрільбі.
Свою останню золоту медаль Грюттер здобув на неофіційних Олімпійських іграх 1906 в Афінах в командному змаганні.